# 時計学

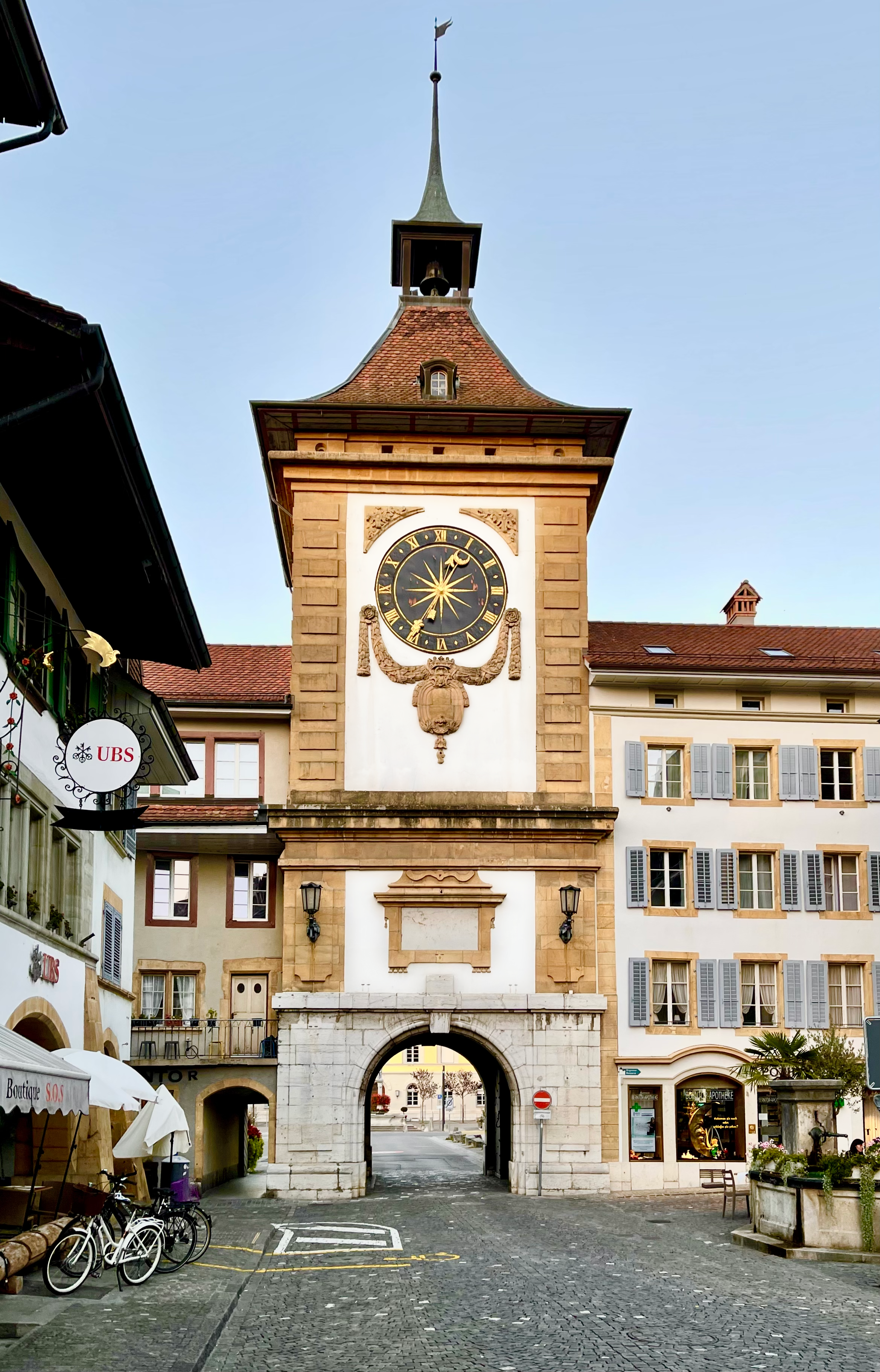
ミュルテンの時計塔, スイス

時計学（とけいがく、英: horology）は、時間の測定に関する学術技芸である。時計、腕時計、時計仕掛け、日時計、砂時計、水時計、タイマー、タイムレコーダ、マリンクロノメータ、原子時計などはすべて、時間を計るのに使用される測定器具の例である。現在の（英語圏における）慣行では、「horology」は主に機械的な時間管理装置を取り扱い、「chronometry」は最良の正確さや精密さゆえに機械時計の代わりに現代において使われるようになった電子機器をも広く含む。
こんにちの先端科学（特に物理学）の世界においては、「秒」の定義そのままの時間が原子時計によってカウント可能である。光格子時計などによる現行の原子時計よりも高精度な計時方法の研究開発、太陽系外のパルサーのような特殊天体の時間的安定性の観測、原子時計の（超）小型化、複数の時計の高精度な同期など、より一層正確な時計を開発することを試みる研究開発テーマもいくつか進行中であるものの、正確な時計の開発自体には一応の目途がついている。しかし、時計そのものについての研究開発テーマはまだまだ残っている。
時計学に関心をもっている人々は時計学者と呼ばれる。これは、時計学のファンや学術研究者にだけでなく、時間管理装置を専門的に取り扱う実務家（置き時計や腕時計を制作する時計職人など）にも使われる。時計学や時計学者には、学術団体や専門職団体など、数多くの組織がある。

## 時計学の博物館や図書館

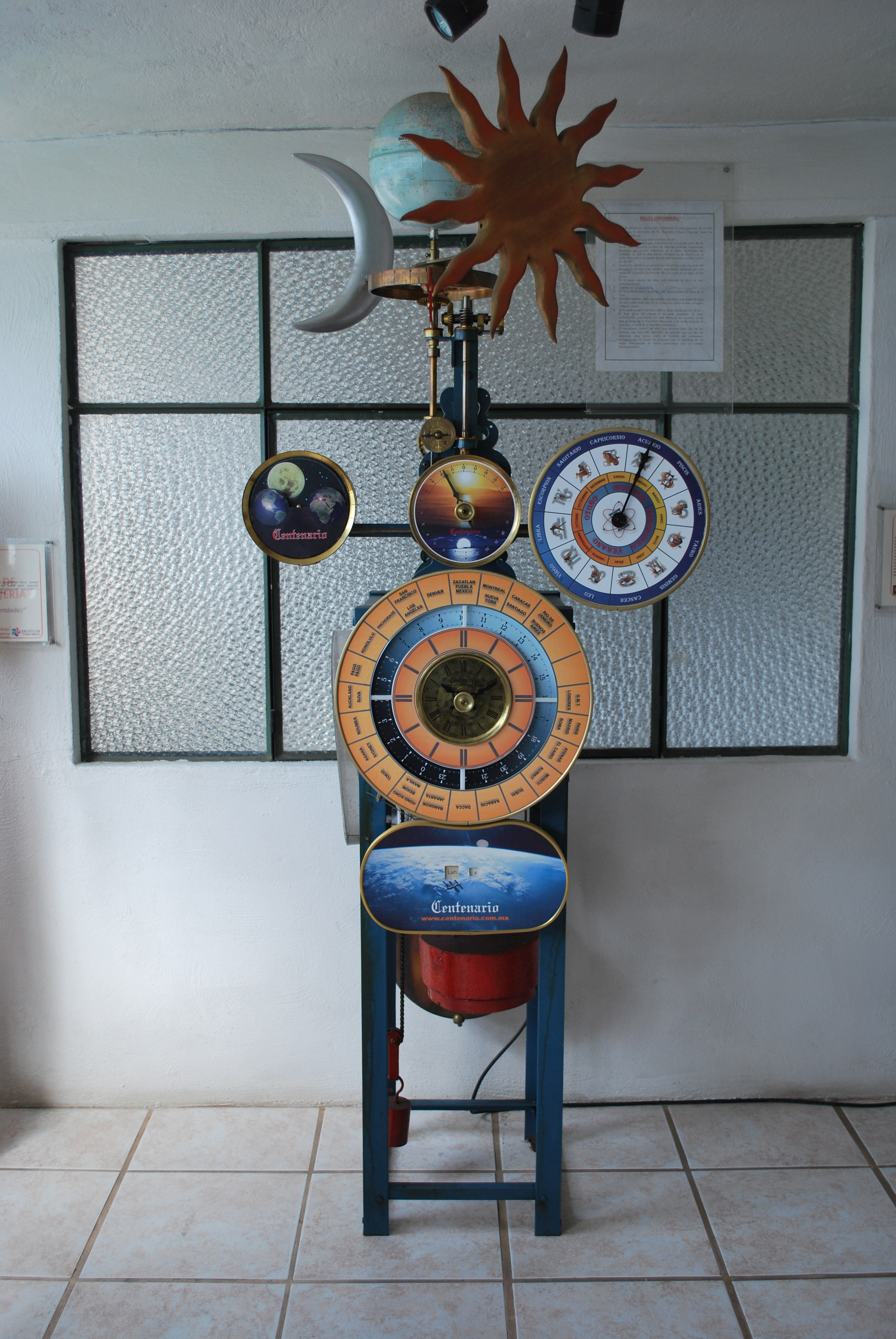
"Universal Clock" メキシコ、プエブラ、サカトゥランの時計博物館

時計学には多くの博物館や、時計学に熱中して特化した図書館がいくつかある。一つの例が、本初子午線の拠り所でもあり、経度を決めるのに十分正確な最初の航海時計（ジョン・ハリソン作）を所蔵する、グリニッジ天文台である。ロンドン地区には他に、時計学の博物館として時計製造博物館があり、大英博物館、サイエンス・ミュージアム、ウォレス・コレクションにも時計学の収集物がある。
時計学専門の、より総合的な博物館の一つにラ・ショー＝ド＝フォン（スイス）の国際時計博物館がある。ル・ロックル時計博物館はより小さいが近くに位置している。ドイツには優れた時計学博物館の一つとしてドイツ博物館がある。北米を代表する専門的な時計学博物館は二つあり、一つはペンシルバニア州コロンビアの国立時計博物館と、もう一つはコネチカット州ブリストルのアメリカ時計博物館である。
ある一つの種類の時計だけを専門にしている博物館としては、イギリスのクックランド博物館がある。この博物館は、アンティークのカッコウ時計の世界で最も大きなコレクションを運営している。
一般に公開されている最も総合的な時計学図書館のひとつに、ペンシルバニア州コロンビアの国立時計図書館がある。一般の人が利用できる優れた時計学図書館としては、他に、スイスの国際時計博物館、ドイツのドイツ博物館、ロンドンのギルドホール図書館などの中にある。

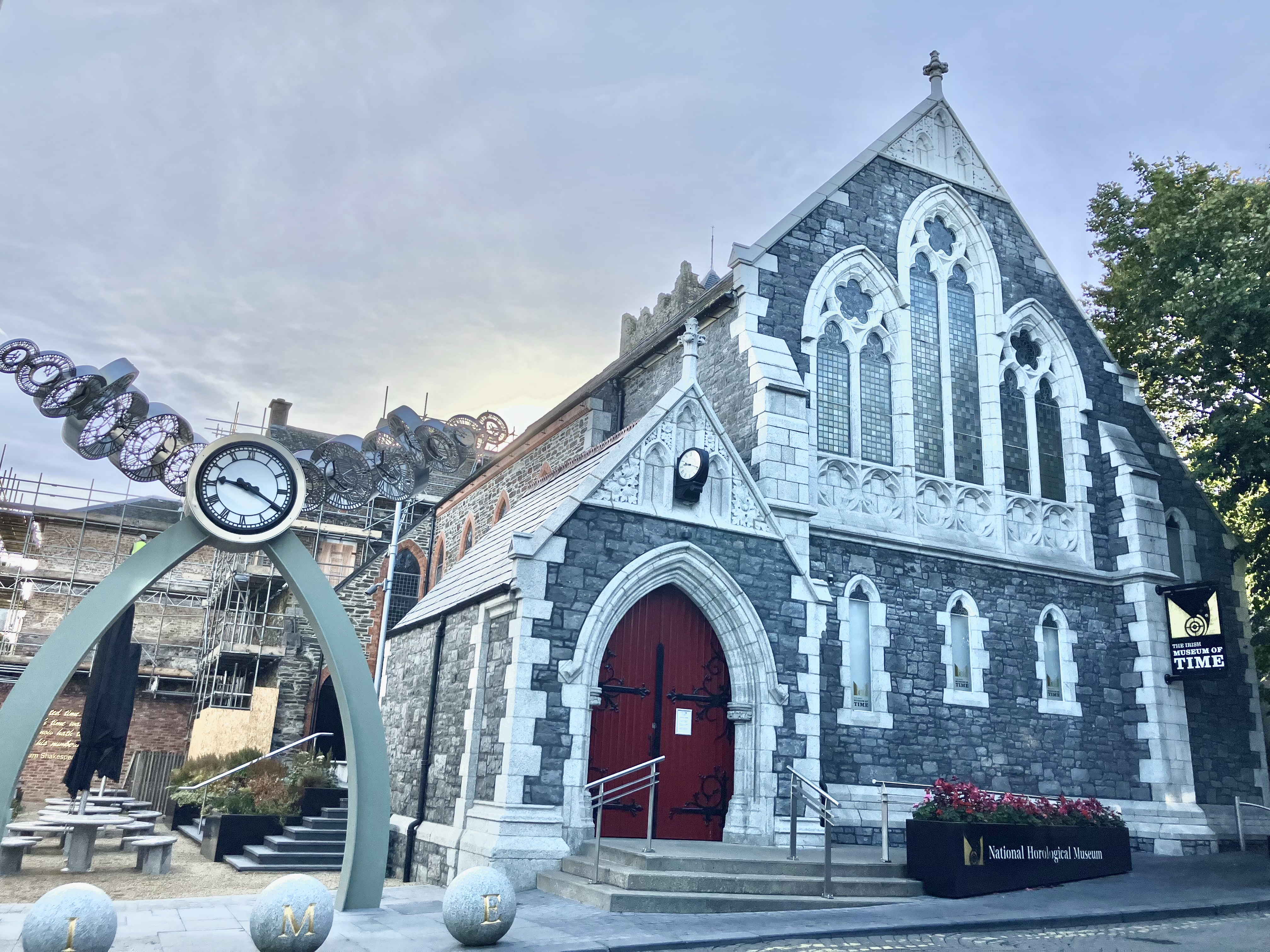
ウォーターフォードにあるアイルランド時間博物館

もうひとつ時計専門の博物館を挙げれば、マサチューセッツ州グラフトンのウィラード・ハウス & クロック・ミュージアムがある。

## 時計学の組織
有名な学術的時計学組織:
- en:American Watchmakers-Clockmakers Institute – AWCI (United States of America)
- en:Antiquarian Horological Society – AHS (United Kingdom)
- en:British Horological Institute – BHI (United Kingdom)
- en:Chronometrophilia (Switzerland)
- en:Deutsche Gesellschaft für Chronometrie – DGC (Germany)
- en:National Association of Watch and Clock Collectors – NAWCC (United States of America)

## 世界の展示会
- en:BaselWorld
- Geneva Time Exhibition
- Salon International de la Haute Horlogerie (SIHH)

## 時計学用語一覧
| 用語                     | 説明 |
| ------------------------ | --- |
| Chablon                  | フランス語。時計仕掛け（文字盤や針は含まない）。完全に組み立てられていないもの。 |
| Ébauche                  | フランス語（英語圏でもよく使われる）。時計仕掛けの余り部品。たとえば、組み立てる前の部品（メインプレートやブリッジ、トレイン、巻き取り機構、組み立て機構、緩急針などで構成される。しかし時計システム、脱進機、メインスプリングは含まれない。）のセットとして売られた不完全な時計仕掛けなど。 |
| Établissage              | フランス語。様々な部品を組み立てることで腕時計や時計仕掛けを作る方法。一般的には次に述べる工程を踏む。受け取り、部品の検査と仕入れ、時計仕掛けや完成品の構成部品やその他のパーツの調整、組み立て、ばね調整、時間調整、ダイアルと手の調節、箱詰め、最終検査、パッキング、発送。               |
| Établisseur              | フランス語。他の提供元から買った部品から腕時計を集める腕時計工場。 |
| Factory, works           | スイスの腕時計産業では、"manufacture"という単語は腕時計をほとんど完全に作り上げる工場に対して用いられ、組み立て、時間調整、バンドの調節、箱詰めだけしか行わないatelier de terminageとは区別される。                                                                                          |
| Manufacture d'horlogerie | フランス語。（腕時計、目覚まし時計、デスククロックなどの）製品の部品（特に時計仕掛けの部品）を製造する時計工場。 |
| Terminage                | フランス語。生産者の顧客のため、腕時計の部品を集めることの過程。 |
| Termineur                | フランス語。 "établisseur" や、あるいは "manufacture"など最低限必要なバラのパーツの提供者の顧客のために、全部であれ部分であれ、腕時計を集めることに専念している独立した腕時計メーカー（あるいは店舗）。たとえば上記の "atelier de terminage" など。                                          |

## 注
1. ↑  ISAS | 自然が物理学の願いをかなえるとき / 宇宙科学の最前線
2. ↑  チップスケール原子時計搭載 「ASURA CSAC」 | 株式会社コア
3. ↑  http://www.frodsham.com/burgess-regulator/

1. ↑  英語版の記事の「art or science」という記述に合わせている。ここでいう「art」の意味は飽くまでも「技芸」であって、単なる「芸術」「美術」などに止まらない。「学術」「科学」などとして扱われづらい所謂「職人技」「職人芸」なども含んでいる。
2. ↑  それらの研究開発の進展によっては、秒の定義そのものの更新も考えられている。
3. ↑  たとえば18世紀にジョン・ハリソンが「100日に1秒の精度」も可能だとして提案した方式で作られた時計「Clock B」が、2015年にその性能を実証され、認定されている[3]。

## 関連情報
- Beckett, Edmund, A Rudimentary Treatise on Clocks, Watches and Bells, 1903, from Project Gutenberg
- Berner, G.A., Illustrated Professional Dictionary of Horology, en:Federation of the Swiss Watch Industry FH 1961 - 2012
- Daniels, George, Watchmaking, London: Philip Wilson Publishers, 1981 (reprinted June 15, 2011)
- Grafton, Edward, Horology, a popular sketch of clock and watch making, London: Aylett and Jones, 1849
- Perman, Stacy, A Grand Complication: The Race to Build the World's Most Legendary Watch, Atria Books (Simon & Schuster), February 2013. ISBN 9781439190081